# Ryan Lochte
Ryan Steven Lochte (* 3. srpna 1984 v Rochesteru, New York, USA) je americký sportovec–plavec, šestinásobný olympijský vítěz a osmnáctinásobný mistr světa z dlouhého bazénu a dvaadvacetinásobný mistr světa z krátkého bazénu, k srpnu 2011 držitel světových rekordů na distancích 200 m znak (krátký a dlouhý bazén), 400 m polohový závod (krátký bazén) a také jako součást štafety 4×200 m volným způsobem (dlouhý bazén). Časopis Swimming World Magazine jej v roce 2010 vyhlásil Nejlepším plavcem světa a vystřídal tak Michaela Phelpse a Conora Dwyera. Z olympijských medailí má kromě šesti zlatých tři stříbrné a tři bronzové.

## Životopis
Narodil se v Rochesteru v New Yorku. Jeho otec Steven R. Lochte (* 14. května 1952), trenér plavání, je holandského, anglického a německého původu a jeho matka Ileana "Ike" Lochte, rozená Aramburu (* 22. srpna 1954), trenérka plavání a ředitelka pečovatelské služby, je Kubánka se španělsko-kubánskými a baskickými předky a narodila se a vyrostla v Havaně, ze které se v sedmi letech s rodinou přistěhovala do USA. Jeho rodiče se v roce 2011 rozvedli.
Má dvě starší sestry, Kristin (* 1979) a Megan Jean (* 1980) a dva mladší bratry, Devona (* 1990) a Brandona (* 1996), kteří se všichni také věnují plavání.
Ve dvanácti letech se s rodinou přestěhoval na Floridu.

### Vzdělání
V roce 2007 absolvoval obor sportovní management na University of Florida.

### Sportovní kariéra
Plavání se začal věnovat v pěti letech, trénovali ho jeho rodiče.
Specializuje se zejména na závody ve volném způsobu a znaku.
Na vrcholnou plaveckou akci se poprvé do silného amerického týmu prosadil na olympijské hry 2004 v Aténách. Tam byl členem vítězné americké štafety 4×200 m volným způsobem, když Američané poprvé po šesti letech na této trati porazili Austrálii. V individuálním polohovém závodě na 200 metrů vybojoval stříbrnou medaili.
Na mistrovství světa v Indianapolis v roce 2004 získal tři medaile, dvě zlaté a jednu bronzovou.
Na mistrovství světa v Montrealu v roce 2005 získal tři medaile, jednu zlatou a dvě bronzové.
Na mistrovství světa v krátkém bazénu v Šanghaji v roce 2006 získal šest medailí, tři zlaté, jednu stříbrnou a dvě bronzové.
Na mistrovství světa v Melbourne v roce 2007 získal pět medailí, dvě zlaté a tři stříbrné.
Na Letních olympijských hrách 2008 v Pekingu získal zlatou medaili na trati 200 m znak, kde zaplaval nový světový rekord časem 1:53,94 min a se štafetou obhájil vítězství na 4×200 metrů a získal dvě bronzové medaile. Na mistrovství světa v krátkém bazénu v Manchesteru v roce 2008 získal šest medailí, čtyři zlaté a dvě stříbrné. Od roku 2009 postupně vystřídal Michaela Phelpse na pozici nejlepšího plavce současnosti. Kombinací výborné výkonnosti na kraulařských i znakařských tratích je velmi silný v polohových závodech, kterým v posledních letech vládne. Na mistrovství světa v roce 2009 v Římě získal čtyři zlaté medaile, na mistrovství světa v krátkém bazénu v roce 2010 v Dubaji dokonce šest zlatých medailí a jednu stříbrnou.
Na mistrovství světa v Šanghaji v červenci 2011 vyhrál čtyři individuální závody – 200 m a 400 m polohově, 200 m volný způsob a 200 m znak, pátý titul přidal ve štafetě 4×200 m volný způsob.
V polohovém závodě na 200 m vytvořil světový rekord, což byl první plavecký světový rekord po 18 měsících od zákazu celotělových plavek. Stal se tak nejúspěšnějším plavcem tohoto mistrovství světa.
Na Letních olympijských hrách 2012 v Londýně získal pět medailí, dvě zlaté, dvě stříbrné a jednu bronzovou. Na mistrovství světa v krátkém bazénu v prosinci 2012 v Istanbulu získal jako první plavec osm medailí, šest zlatých, jednu stříbrnou a jednu bronzovou. Vytvořil světový rekord v 200 m polohovém závodě – 1:49,63 minut. Jako první plavec v historii se na této trati dostal pod hranici 1:50 minut. Zlatou medaili z tohoto závodu věnoval desetiletému tureckému chlapci. Byl také zvolen nejlepším plavcem tohoto mistrovství světa.
Na mistrovství světa v Barceloně v roce 2013 získal čtyři medaile, tři zlaté a jednu stříbrnou.
Na mistrovství světa v krátkém bazénu v prosinci 2014 v Kataru získal osm medailí, jednu zlatou, čtyři stříbrné a tři bronzové.
Na mistrovství světa v Kazani v roce 2015 získal čtyři medaile, tři zlaté a jednu stříbrnou.
Na Letních olympijských hrách 2016 v Riu de Janeiru v roce 2016 získal jednu zlatou medaili.
Na významných mezinárodních soutěžích v plavání získal celkem 91 medailí, z toho 54 zlatých, 23 stříbrných a 14 bronzových.

### Mimořádné výkony a ocenění
- opakovaně překonal světové rekordy na 200 m znak (v krátkém i dlouhém bazénu), 200 m polohový závod (držitel aktuálního rekordu v dlouhém i krátkém bazénu), 400 m polohový závod v krátkém bazénu (rovněž aktuální světový rekord), 100 m polohově v krátkém bazénu a se štafetou na 4×200 metrů (aktuální rekord)
- nejlepší světový plavec roku 2010 podle Swimming World Magazine i FINA Aquatics World Magazine
- nejúspěšnější plavec mistrovství světa v Šanghaji v roce 2011
- v roce 2012 na mistrovství světa v krátkém bazénu Istanbulu získal jako první plavec osm medailí
- nejlepší plavec mistrovství světa v krátkém bazénu v roce 2012
- na mistrovství světa v krátkém bazénu vytvořil světový rekord v 200 m polohovém závodě – 1:49,63 minut. Jako první plavec v historii se na této trati dostal pod hranici 1:50 minut[28][31]

### Incident během Olympijských her 2016
V neděli 14. srpna 2016 na olympijských hrách v Riu oznámil Lochte, že byl společně se svými reprezentačními kolegy Gunnarem Bentzem, Jackem Congerem a Jamesem Feigenem přepaden ozbrojenými muži, kteří se vydávali za policii. Podle Lochteho byli přinuceni vystoupit z taxíku, poté povaleni na zem a okradeni. K přepadení mělo dojít poté, co vraceli z oslav po ukončení plaveckých soutěží na olympiádě. Celou událost potvrdila novinářům v neděli ráno také matka Ryana Lochteho Ileana Lochte. Policejní vyšetřování a záběry z uličních kamer posléze ukázaly, že tato vyjádření byla nepravdivá a měla zakrýt incident, kdy skupina v čele s Lochtem po celonočních oslavách v opilosti zdemolovala záchod na čerpací stanici Shell a dostala se do konfliktu s ozbrojenou ochrankou poté, když odmítala škody uhradit.
Lochte opustil Rio de Janeiro ještě před tím, než skandál stačil vypuknout a brazilské úřady obvinili americké sportovce ze lži. Další dva účastníci incidentu Gunnar Bentz a Jack Conger byli přinuceni opustit letadlo, kterým chtěli odletět a byli předvedeni k výslechu. Poslední člen skupiny Jimmy Feigen spolupracoval s brazilskými úřady a mohl opustit Rio po zaplacení jedenácti tisíc dolarů na charitativní účely. V důsledku aféry Lochteho opustili jeho dlouhodobí sponzoři Speedo a Airweave, další olympijský sponzor Ralph Lauren se od Ryana Lochteho distancoval.
Národním svazem bylo poté Lochtemu zakázáno 10 měsíců soutěžit a využívat olympijská tréninková střediska, v Brazílii byl policií obviněn z falešného svědectví.
Ryan Lochte označil později své výroky o ozbrojeném přepadení za velkou chybu, současně však podle něj média celý incident přehnala. Podle Lochteho je pravda, že na čerpací stanici zničil zarámovaný plakát, avšak další obvinění označil za lživá.
V červnu 2017 zdůvodnil Ryan Lochte magazínu ESPN vznik události především telefonátem své matce ráno po incidentu. V telefonické rozhovoru jí celé vymyšlené přepadení přehnaně popsal a jeho matka pak vše předala médiím.

### Model
Pracuje také pro modelingovou agenturu Ford Modeling Agency.

### Televizní vystoupení a kultura
Objevil se ve videích, reklamních spotech a reklamách, například Nissan Altima, Gillette, Gatorade, Mutual of Omaha, Procter & Gamble, AT&T, TYR Sport, PowerBar nebo Debt.com a na obálkách časopisů Vogue, Time, Men's Health (víckrát), Men's Journal (víckrát), Vimamen Magazine, Popular Mechanics nebo Outside.
Byl hostem v mnoha televizních pořadech a objevil se na předávání cen. Objevuje se také v olympijských studiích.
V roce 2012 si zahrál sám sebe v díle Stride of Pride seriálu Studio 30 Rock, díl byl poprvé vysílán 18. října 2012. V tomto roce si také zahrál sám sebe v seriálu 90210: Nová generace v díle Vzhůru do divočiny (Into the Wild) a ve filmu The Olympic Ticket Scalper.
Na jaře roku 2013 měl televizní pořad What would Ryan Lochte do?, kde byla zaznamenávána jeho příprava na letní olympijské hry, kariéra modela, čas s rodinou a přáteli, a hledání ženy, která by mohla být jeho manželkou. Bylo natočeno a odvysíláno osm dílů. Pořad byl nominován na cenu Teen Choice Awards.
V roce 2016 se zúčastnil třiadvacáté řady taneční televizní soutěže Dancing with the Stars. S taneční partnerkou Cheryl Burke skončili na sedmém místě z třinácti.
V roce 2017 si ve zahrál ve filmu Little Something for Your Birthday.

### Soukromý život
Je ženatý, jeho manželkou je od 9. ledna 2018 modelka Kayla Rae Reid (* 5. července 1991 ve Fairfaxu, Virginie, USA). Mají spolu syna Caidena Zanea (* 8. června 2017).
Od sestry Kristin Lochte-Keeler má neteře Silviu a Daliu a od sestry Megan Jean Lochte Torrini synovce Zaydina, Trustina a Lytina.
Jeho dobrými přáteli jsou plavci Michael Phelps, Conor Dwyer, Ed Moses a James Feigen.